# Akademie Auswärtiger Dienst
Die Akademie Auswärtiger Dienst (früher: Aus- und Fortbildungsstätte des Auswärtigen Amtes) ist die Aus- und Fortbildungsstätte des Auswärtigen Amtes und Fachbereich „Auswärtige Angelegenheiten“ der Hochschule des Bundes für öffentliche Verwaltung. Sie hat ihren Sitz seit dem 18. Mai 2006 auf einem 14 Hektar umfassenden Gelände der Halbinsel Reiherwerder am Tegeler See in Berlin-Tegel. Zentrales Bauwerk dieser Liegenschaft ist die neobarocke Villa Borsig, die als das Gästehaus des Bundesaußenministers genutzt wird.

## Ausbildung
An der Akademie werden vorrangig die Anwärter des mittleren, gehobenen und höheren Auswärtigen Dienstes auf die neuen Aufgaben vorbereitet. Auch Fortbildungsmaßnahmen des Auswärtigen Amtes werden hier durchgeführt. Während der Ausbildung für den Auswärtigen Dienst in Berlin können die Anwärter grundsätzlich in Studentenwohnungen auf dem Campus der Akademie Auswärtiger Dienst wohnen. Die Akademie verfügt über Unterkünfte für 180 Personen.

### Höherer Dienst
Das Auswärtige Amt bereitet seinen Nachwuchs im höheren Auswärtigen Dienst mit einem jährlich im Juli beginnenden 12-monatigen Vorbereitungsdienst an der Akademie Auswärtiger Dienst auf die späteren Aufgaben vor. Die Ausbildung umfasst Blockseminare zu den Themen Volkswirtschaftslehre, Geschichte und internationale Politik, Völkerrecht und Rechts- und Konsularwesen. Rhetorikkurse, Planspiele zur Verhandlungstechnik, Personalführungs-, Krisen- und Medienseminare sollen auf den späteren Berufsalltag vorbereiten. Zur Sprachausbildung gehören Englisch, Französisch und dritte Sprachen.
Jeder Jahrgang bildet eine „Crew“. Am 1. Juli 2020 begann die Ausbildung der 69 Attachés umfassenden „75. Crew“. 2006 waren es lediglich 35 Attachés.

### Gehobener Dienst
Der dreijährige Vorbereitungsdienst beginnt in der Regel jedes Jahr Ende Juli oder Anfang August in der Akademie Auswärtiger Dienst in Berlin-Tegel, mit einem sechsmonatigen Grundstudium, wie es alle Studenten der Hochschule des Bundes für öffentliche Verwaltung durchlaufen. Während das sechsmonatige Hauptstudium I im elften bis 17 Studienmonat an der Hochschule für Wirtschaft und Recht Berlin absolviert wird, erfolgt das neunmonatige Hauptstudium II am Ende der Laufbahnausbildung wieder an der Tegeler Akademie. Im Grundstudium und im Hauptstudium II nehmen die Studierenden an Lehrveranstaltungen in den Fremdsprachen Englisch und Französisch teil. Studenten, die nach dem Grundstudium bereits über einen überdurchschnittlichen Kenntnisstand sowohl in Englisch als auch in Französisch verfügen und am Erlernen von weiteren Fremdsprachen interessiert sind, können eine Drittsprachförderung in Arabisch, Russisch, Chinesisch, Japanisch, Türkisch, Koreanisch oder Portugiesisch erhalten. Nach erfolgreichem Studienabschluss wird der akademische Grad Diplom-Verwaltungswirt (FH) verliehen.

### Mittlerer Dienst
Der 24-monatige Vorbereitungsdienst beginnt in der Regel jedes Jahr zu Anfang April in der Akademie des Auswärtigen Dienstes in Berlin-Tegel mit dem fünfmonatigen Einführungslehrgang. Im Einführungslehrgang werden die Anwärter in die Schwerpunktbereiche der Aufgaben des mittleren Dienstes eingeführt und mit dem Aufbau und den Aufgaben des Auswärtigen Amts und anderer Behörden vertraut gemacht. Es folgen Praktika. Am Ende der 24-monatigen Laufbahnausbildung steht der siebenmonatige Abschlusslehrgang. Dieser baut auf den Ausbildungsinhalten des Einführungslehrgangs auf und vertieft die während der Praktika erworbenen Kenntnisse und Fähigkeiten der laufbahnbezogenen Ausbildung.

## Geschichte
Die Aus- und Fortbildungsstätte des Auswärtigen Amtes wurde Anfang der 1950er Jahre gegründet. Ab 1973 hatte die Akademie Auswärtiger Dienst ihren Sitz im Bonner Ortsteil Ippendorf in der Liegenschaft Gudenauer Weg 134–136. Im Juni 2003 war Baubeginn für die Akademie auf der Halbinsel Reiherwerder am Tegeler See in Berlin-Tegel. Am 17. Oktober 2005 wurde auf den Seepavillon, der früher als französisches Offizierkasino diente, ein Brandanschlag verübt. Dieser wurde bis Ende 2006 wieder hergerichtet und dient der Akademie als Kantine. Am 18. Mai 2006 wurde der neue Akademiestandort vom damaligen Außenminister Frank-Walter Steinmeier mit einem Festakt eröffnet.